# Płochacz pokrzywnica
Płochacz pokrzywnica, pokrzywnica (Prunella modularis) – gatunek małego ptaka z rodziny płochaczy (Prunellidae).

## Występowanie
Zamieszkuje większość Europy (poza południowym wschodem kontynentu i częścią wybrzeży Morza Czarnego, południem Hiszpanii, Włoch i Grecji) i Azję Mniejszą po północny Iran i Kaukaz. Większość osobników z północnej i środkowej Europy regularnie migruje (choć na krótkie dystanse) do południowej i południowo-zachodniej Europy (basen Morza Śródziemnego), a niektóre swą wędrówkę kończą dopiero na wybrzeżach północnej Afryki. Na lęgowiska wracają wczesną wiosną. Ostatnie dekady przynoszą rozrost areału na północny zachód. Populacje zachodnioeuropejskie natomiast są osiadłe. Ptak ten został introdukowany na Nowej Zelandii w drugiej połowie XIX wieku; obecnie jest tam ptakiem pospolitym i szeroko rozpowszechnionym, choć rzadszym w północnej części Wyspy Północnej.
W Polsce średnio liczny gatunek lęgowy w górach (mimo to jest mało znanym ptakiem), na niżu nieliczny, częstszy jest zatem w górach do górnej granicy kosówki (do wys. 2000 m n.p.m.), gdzie lokalnie może być bardzo liczny; natomiast na niżu lokalnie bywa bardzo nieliczny. Do Polski przylatuje na przełomie marca i kwietnia, a odlatuje z kraju we wrześniu lub październiku. Część osobników jednak corocznie zimuje, głównie w zachodniej części kraju.

## Systematyka
Wyróżniono osiem podgatunków P. modularis:
- P. modularis hebridium – Irlandia i Hebrydy (na zachód od Szkocji).
- P. modularis occidentalis – Szkocja (z wyjątkiem Hebrydów), Anglia i zachodnia Francja.
- P. modularis modularis – płochacz pokrzywnica, pokrzywnica[4] – północna i środkowa Europa.
- P. modularis mabbotti – Półwysep Iberyjski, południowo-środkowa Francja i Włochy.
- P. modularis meinertzhageni – Bałkany.
- P. modularis fuscata – południowy Krym (północne wybrzeża Morza Czarnego).
- P. modularis euxina – północno-zachodnia i północna Turcja.
- P. modularis obscura – płochacz łuskowany[4] – północno-wschodnia Turcja, Kaukaz i północny Iran.

## Charakterystyka

### Cechy gatunku

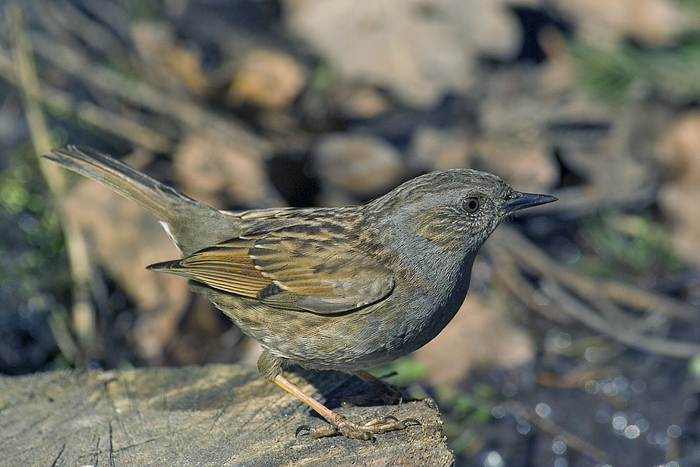
Dzięki maskującemu upierzeniu pokrzywnica jest często niezauważana lub mylona z wróblem

Ptak drobny, o krępej sylwetce i skromnym, maskującym ubarwieniu. Z upierzenia podobny do wróbla domowego, lecz smuklejszy i o cieńszym dziobie. Z daleka wygląda na jednolicie brązowego. U obu płci głowa z ciemniejszymi pokrywami usznymi, kark, gardło i pierś ciemnoniebieskoszare. Wierzch głowy, grzbiet i kuper rdzawobrązowe, wzorzyste, szyja, ogon i skrzydła intensywnie brązowe z ciemnymi prążkami i plamkami. Brązowy wierzch ciała mocno kreskowany z plamami układającymi się w smugi, ciemne kreskowanie widoczne też z boku brzucha. Sterówki są jednolicie zabarwione, inaczej niż u płochacza halnego, u którego kończą się dużymi, białymi lub ochrowymi plamami. Ma cienki, szydłowaty i szerszy u nasady dziób, pomarańczowobrązowe nogi oraz jasne oczy. Młode pokrzywnice są podobne do dorosłych ptaków, ale mają ciemne prążki od spodu. Ptak bardzo ostrożny i płochliwy (stąd „płochacz”), nigdy nie pokazuje się na otwartej przestrzeni. Dorosłe pokrzywnice mają czerwoną tęczówkę, młode ciemnobrązową. Przypomina nieco rudzika, ale w czasie żerowania bardziej przykuca.

### Wymiary średnie
- długość ciała ok. 15 cm
- rozpiętość skrzydeł 22 cm

### Masa ciała
ok. 21 g

### Głos
Mimo skrytego trybu życia wiosną samce zdradzają swoją obecność dźwięczną, perlistą szybką, ale nieurozmaiconą pieśnią wykonywaną na wierzchołkach drzew iglastych. Przypomina szybkie i wibrujące gwizdanie – ostre i silne „tii”. Poza okresem lęgowym z daleka słyszane jest jego wabienie. Odgłosy te wydawane są u europejskich populacji również zimą, gdyż ptaki te tutaj zimują. W czasie śpiewania przyjmuje wyprostowaną postawę.

## Biotop
Bory i lasy mieszane z gęstym krzewiastym poszyciem świerkowym i sosnowym, iglaste młodniki, wiklinowe zarośla i zgrupowania kosodrzewiny w górach. W okresie lęgowym spotkać ją można w miejskich parkach, na cmentarzach i w większych ogrodach, gdzie trzyma się niskiej, gęstej roślinności. Większość czasu ptak ten spędza w gęstwinie krzaków nisko nad ziemią, choć samiec śpiewa wiosną na wysokich drzewach i krzewach.

## Okres lęgowy

### Toki

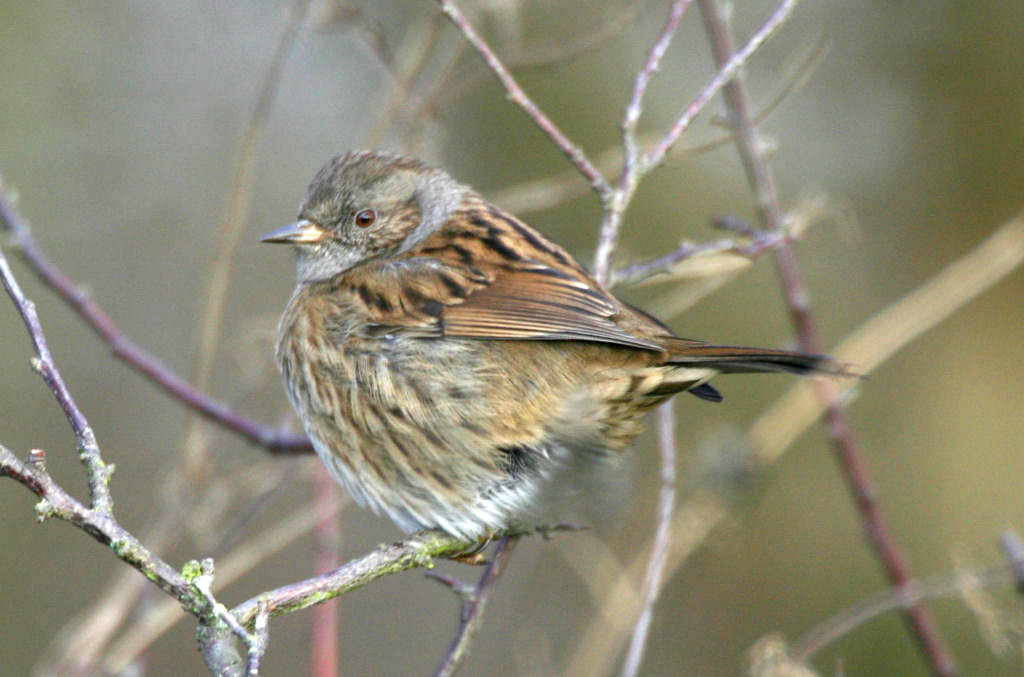
Osobnik dorosły zimą

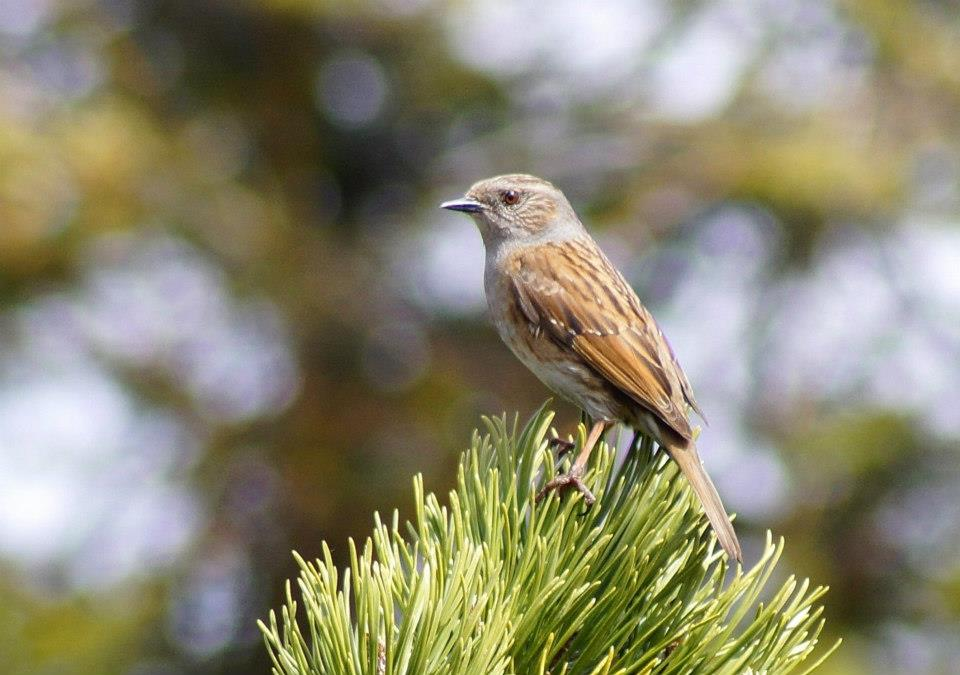
Samiec w okresie lęgowym śpiewający na kosówce

Pokrzywnice na lęgowiska wracają w marcu i kwietniu, a okres lęgowy trwa do lipca. Pary nie są monogamiczne, z czego korzysta samica. Przyszła matka kopuluje z wieloma samcami. Te odwdzięczają się jej w trakcie karmienia młodych. Samiec jednak może wymusić na partnerce, aby całe potomstwo miało jego materiał genetyczny. Przed zapłodnieniem sprawdza, czy ta nie spółkowała z innym samcem, dziobiąc jej kloakę tak długo, aż ona wydali całe lub większość nasienia innych konkurentów. Dopiero to jest sygnałem do zbliżenia. Zabiegi te mogą okazać się bezskuteczne, gdy samica skontaktuje się z kolejnym samcem.

### Gniazdo
Nisko w gęstych świerkach i innych drzewach lub krzewach (głównie iglastych i ozdobnych), żywopłotach. Ma kształt czarki i jest zbudowane z gałązek, źdźbeł trawy, z zewnątrz są w nie wplecione zielone mchy. Wyściółkę stanowią czerwone sporofity płonnika, delikatne źdźbła, pióra i włosie. Tylko wyjątkowo zajmuje gniazdo innego ptaka. Konstrukcja lęgowa jest dobrze ukryta w gęstym podszycie leśnym.

### Jaja

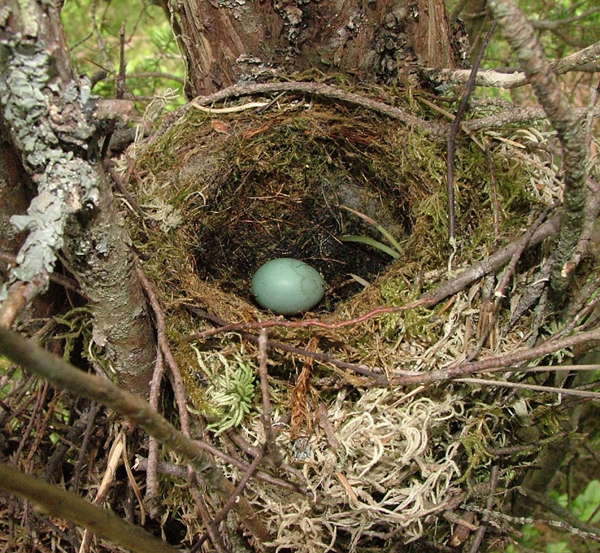
Gniazdo pokrzywnicy

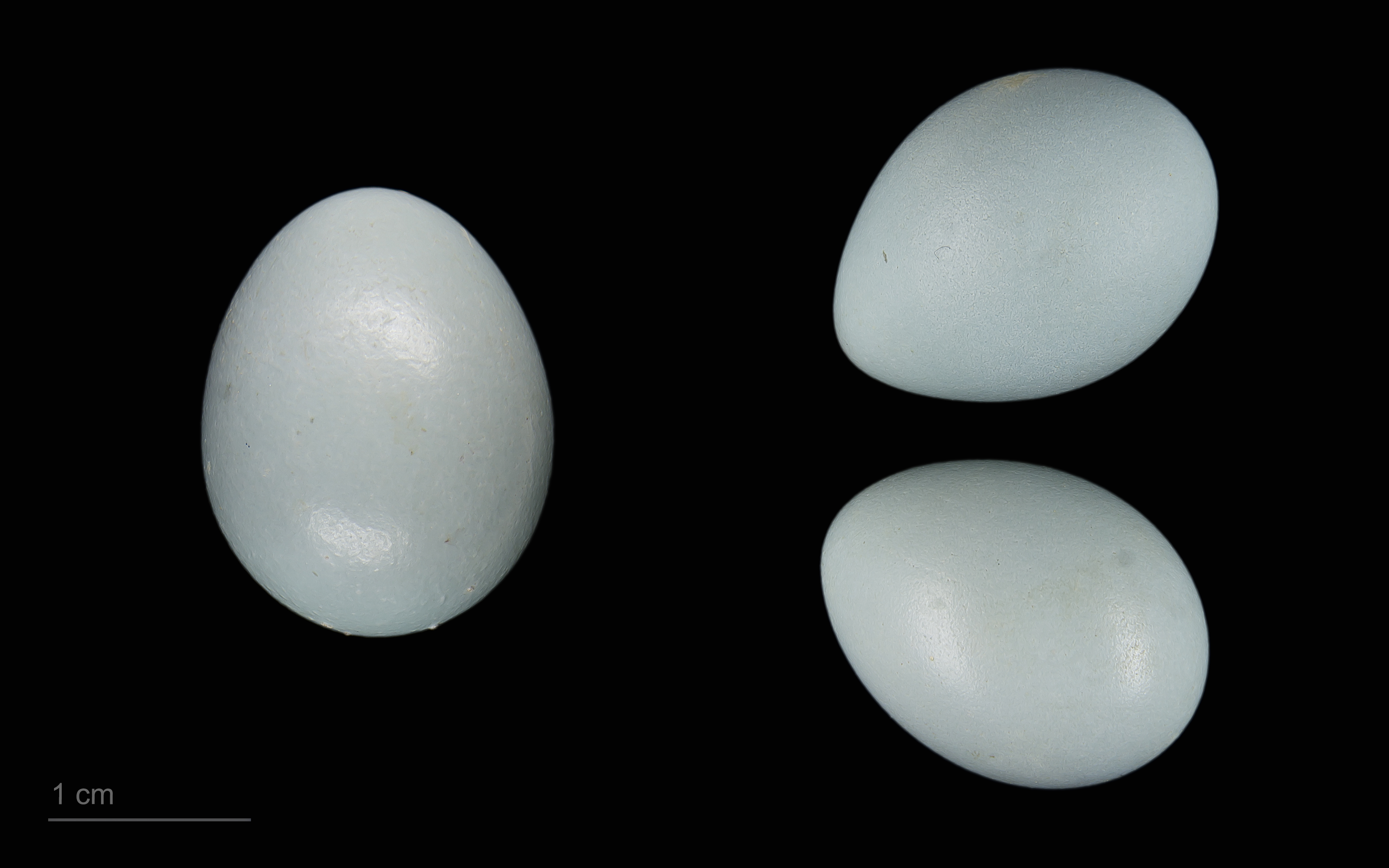
Jajo kukułki i jaja pokrzywnicy

W kwietniu pierwszy, a w połowie czerwca drugi lęg. W jednym lęgu składa 4–5 jaj o intensywnym niebieskim kolorze bez plamek, o średnich wymiarach 19x14 mm (czasem mogą mieć parę czerwonych plamek). Mimo iż jaja rzucają się w oczy i mogłyby zwracać uwagę drapieżników, tak nie jest. Gniazdo usytuowane jest w ciemnych zakamarkach krzewów, gdzie ochronne plamkowanie nie jest potrzebne (w przeciwieństwie do ptaków gnieżdżących się na otwartych terenach). Samej samicy jasna barwa jaj pomaga w ich szybkim odnalezieniu w gęstwinach.

### Wysiadywanie i pisklęta
Samiec i samica wysiadują jaja na zmianę przez okres 12–14 dni. Pisklęta przebywają w gnieździe przez okres 12–14 dni i karmione są przez rodziców owadami (wtedy dorosłe ptaki preferują dietę zwierzęcą). Swoje miejsce wyklucia opuszczają, gdy nabędą zdolności do lotu.

## Pożywienie
W lecie drobne stawonogi – dojrzałe owady, ich larwy, poczwarki, pająki i ślimaki, a zimą małe ziarna roślin oleistych i jagody.
Wąski dziób pokrzywnicy świadczy o jej zwierzęcej diecie, która dominuje wiosną i latem. Pokarm roślinny przybiera na znaczeniu zimą, gdy tylko wyjątkowo ptaki natrafiają na stadia spoczynkowe bezkręgowców. Owady są przeważnie łowione w locie, choć gdy przeciska się przez gęstwiny, dziobie każdą zdobycz jaką napotka. Ma umiejętność obdziobywania nasion i jagód z pędów i wierzchołkowych gałęzi w trakcie podskoków i gdy leci w powietrzu.

W czasie żerowania owady znajduje pod krzakami, młodymi drzewami iglastymi, w kupkach liści i stosach gałęzi.

## Status i ochrona
IUCN uznaje płochacza pokrzywnicę za gatunek najmniejszej troski (LC, Least Concern) nieprzerwanie od 1988 roku. Liczebność światowej populacji, obliczona w oparciu o szacunki organizacji BirdLife International dla Europy z 2015 roku, mieści się w przedziale 25–44 miliony dorosłych osobników. Trend liczebności populacji uznawany jest za spadkowy.
Na terenie Polski gatunek ten jest objęty ścisłą ochroną gatunkową. Na Czerwonej liście ptaków Polski został sklasyfikowany jako gatunek najmniejszej troski (LC). Według szacunków Monitoringu Pospolitych Ptaków Lęgowych, w latach 2013–2018 populacja pokrzywnicy w Polsce liczyła 127–167 tysięcy par lęgowych.